# Goniá
Goniá (en grec: Γωνιά) est un village de Crète, en Grèce. Il se situe dans le nome de Rethymnon, à environ 8 kilomètres au sud-ouest de Rethymnon. La population de Gonia est de 384 habitants.